# Чичава (район Вранов-над-Топлёу)
Чичава (словац. Čičava) — село и одноимённая община в округе Вранов-над-Топлёу Прешовского края Словакии.

## История
Впервые упоминается в 1270 году.
В селе есть греко-католическая церковь святых Козьмы и Дамьяна с начала 18 века в стиле барокко, с 1986 года национальная культурная достопримечательность и римско-католический костел с 1956 года.

## Население
| Год:                | 1994 | 2004     | 2014     | 2024     |
| ------------------- | ---- | -------- | -------- | -------- |
| Количество человек: | 719  | 979      | 1238     | 1379     |
| Разница:            |      | +36,16 % | +26,45 % | +11,38 % |

Национальный состав населения (по данным последней переписи населения 2001 года):
- словаки — 50,72 %,
- цыгане — 48,83 %,
- украинцы — 0,11 %.

Состав населения по принадлежности к религии состоянию на 2001 год:
- греко-католики — 67,74 %,
- римо-католики — 28,14 %,
- протестанты — 1,00 %,
- православные — 0,11 %,
- не считают себя верующими или не принадлежат к одной вышеупомянутой конфессии — 2,89 %.